# Glossarium van de rechtsgeleerdheid
Onder andere de volgende rechtstermen worden in de rechtswetenschap gehanteerd. Ze kunnen al of niet in wetten voorkomen. Zo ja, dan al of niet met definitie. Zo niet, dan worden ze gebruikt bij het toelichten van wetten en/of het bespreken van (de toepassing van) wetten en andere juridische zaken.

## A
AandeelEen stuk, bewijs van een deel van een onderneming.
AangifteFiscaal recht: Het opgeven van belastinggevens aan de belastingdienst teneinde een berekening te maken van genoten inkomsten. 
 Strafrecht: Het opgeven van een strafbaar feit bij de politie of officier van justitie.
Aanmerkelijk belangFiscaal recht: 5% of meer aandelen hebben in een onderneming, valt onder box 2 van de inkomstenbelasting. Wordt meestal afgekort; AB
AbbbZie algemene beginselen van behoorlijk bestuur.
Acte clairHet is volstrekt duidelijk wat er bedoeld wordt, wordt gebruikt wanneer onder andere Europese wetgeving wordt geïnterpreteerd door een nationale rechter. Als het onzeker is, stelt de rechter een prejudiciële vraag, maar wanneer er sprake is van een acte clair is de zaak al zo duidelijk dat dit niet nodig is en de nationale rechter de zaak zelf, met inachtneming van het relevante Europese recht, kan afhandelen;
Acte éclairéEr is al eerder een dergelijk probleem en oplossing geformuleerd. Er is een prejudiciële vraag gesteld en beantwoord, en de rechter kan volstaan met verwijzing naar het desbetreffende arrest van het Hof van Justitie. Zie ook prejudiciële vraag.
Algemene beginselen van behoorlijk bestuurBeginselen in het staats- en bestuursrecht waardoor burgers beschermd worden. Het vertrouwensbeginsel, het verbod op détournement de pouvoir en het uitgangspunt van égalité devant les charges publiques zijn voorbeelden hiervan. Afk: Abbb.
Algemene verbintenisscheppende beginselenBeginselen in de algemene rechtsgeleerdheid met betrekking tot contracten en andere verbintenissen van rechtswege. Afk: Avsb.
Auctoritas rei iudicataeNederlands recht: Gezag van gewijsde. Synoniem: autorité de la chose jugée.
AvsbZie algemene verbintenisscheppende beginselen.

## B
Bona fideTe goeder trouw, met oprechte bedoelingen. Antoniem: mala fide.
BeschikkingsbeginselIn het burgerlijk recht geldt dat partijen zelf beslissen of ze al dan niet een vordering instellen. Bovendien leggen zij autonoom de grenzen van het rechtsgeschil (voorwerp en oorzaak van de vordering) vast.

## C
Cassatie1. Beroep bij de Hoge Raad der Nederlanden tegen een (zelden) vonnis van een rechtbank of (veel vaker) arrest van een gerechtshof. 2. Vernietiging door de Hoge Raad van het vonnis waarvan beroep in cassatie is ingesteld.
CausaliteitOorzakelijkheid. Verband tussen een handeling en de rechtsgevolgen. Leer hiervan is welk (voorzienbaar) gevolg redelijkerwijs kan worden toegerekend aan een gedraging.
CautieHet attenderen van een verdachte dat hij een zwijgrecht heeft (art. 29 Sv). Niet naleving hiervan resulteert in een niet-ontvankelijkheidsverklaring door een rechter.
Conditio sine qua nonCausaal verband tussen een schadeveroorzakende gedraging en schade, zonder welk de schade niet zou zijn ingetreden.
ConcessieEen concessie is een (eenzijdig) Awb-besluit van een bestuursorgaan en verleent aan de concessiehouder een exclusief recht tot het uitoefenen van een wenselijke activiteit. Aan een concessie is altijd een publiek belang verbonden. Bijvoorbeeld de Vervoerconcessie voor het hoofdrailnet. De concessie wordt verleend als eenzijdig besluit en na (impliciete) aanvaarding door de concessiehouder ontstaat er een publiekrechtelijke overeenkomst (de concessieverhouding).
Contra legem1. Tegen de wet in. 2. Wederrechtelijk.

## D
Dagvaardingeerste akte in een civiele dagvaardingsprocedure of strafproces.
De audituNederlands recht: van horen zeggen; m.b.t. een feit dat niet zelf door de getuige is waargenomen of ondervonden, maar wat deze heeft gehoord van een ander. Synoniem: (Belgisch) per relationem. Zie ook testimonium de auditu.
Verbod op détournement de pouvoireen verbod voor bestuursorganen om bestuursbevoegdheden te gebruiken voor een ander doel dan waarvoor ze gegeven zijn.

## E
EchtHuwelijk. In de echt verbonden zijn, getrouwd zijn.
EVRMEuropees Verdrag voor de Rechten van de Mens - Verdrag getekend in 1950 in Rome om onder andere fundamentele vrijheden te waarborgen.
Egalité devant les charges publiquesEen algemeen beginsel van behoorlijk bestuur (abbb), rechtsprincipe dat iedereen gelijk behandeld dient te worden.
Exceptio non adimpleti contractusopschortingsrecht bij een overeenkomst
Explootdoor een deurwaarder opgemaakte akte waarin hij verslag doet van het betekenen.

## F
Fair trialBeginsel van een eerlijk proces, vastgelegd in onder andere artikel 6 EVRM.
Figura iurisRechtsfiguur.
Fiscaal rechtBelastingrecht.
Fiscale Inlichtingen- en Opsporingsdienst - Economische Controledienstafkorting:FIOD-ECD - Speciale opsporingsdienst onder de hoede van het ministerie van Financiën, onderzoekt belastingmisdrijven.
Formeel rechtWetgeving die is opgesteld om materieelrechtelijke (inhoudelijke) wetten af te dwingen. Dit komt meestal neer op proces-, beslag- en executierecht. Er bestaat zowel formeel privaatrecht (burgerlijk procesrecht) als formeel publiekrecht (bestuurs- en strafprocesrecht).
Formele wetWetten, zoals die door de wetgever zijn aangenomen, volgens de procedure van art. 81 Grondwet (Staten-Generaal en regering tezamen).
Fundamentele vrijhedenVrijheden die door niets of niemand ontnomen mogen worden, ook niet door wetgeving.

## H
Horizontale werkingWanneer regels gelden tussen burgers onderling.

## I
In dubio pro reoWanneer er twijfel bestaat, krijgt de verdachte het voordeel van de twijfel.
Ius cogensDwingend recht.

## J
Jus cogensalternatieve spelling voor ius cogens.

## L
LiberatoirBevrijdend, m.b.t. overeenkomsten. Een liberatoire of bevrijdende overeenkomst is datgene waardoor een (of alle) contractant van een al dan niet contractuele verbintenis wordt bevrijd. Bijv. afstand, kwijtschelding, schikking, schuldoverneming (delegatie) en schuldvernieuwing (novatie).

## M
Mala fideTe kwader trouw, zonder oprechte bedoelingen. Antoniem: bona fide.
Memorie van antwoord (MvA)Antwoord van de minister(s) op een wetsvoorstel.
Memorie van toelichting (MvT)Verklaring van de minister(s) over het doel en inhoud van een wetsvoorstel, de motivering van het wetsvoorstel. Wordt veelal gebruikt voor een teleologische interpretatie van een wet.

## N
Ne bis in idemNiet twee keer worden berecht voor hetzelfde delict.
Nemo iudex in causa suaToepassing van het beginsel van onpartijdigheid van de rechter. Het is de rechter verboden een zaak te behandelen waarin hij persoonlijke belangen heeft. Mogelijke sanctie hierop is de wraking.
Nemo tenetur se ipsum accusareNiemand is gehouden tegen zichzelf (bewijs) te leveren

## O
Objectief rechtHet geheel van voor iedereen geldende rechtsregels.
ObligatoirVerbintenisscheppend, m.b.t. overeenkomsten. Een obligatoire of verbintenisscheppende overeenkomst is datgene waarbij ten minste een verbintenis in het leven wordt geroepen.

## P
Pacta sunt servanda‘Afspraken moet men dienen’. Regels moeten worden nageleefd. Ook: ‘Verdragen en overeenkomsten moeten worden nagekomen’.
Pactum adjectumBijbeding, nevenbeding.
Pactum commissorumContractuele vervalbeding. Synoniem: lex commissoria.
Pactum de contrahendoVoorovereenkomst.
Pactum in favorem tertiiNederlands recht: Derdenbeding, drie-partijen-overeenkomst. Synoniem: (Belgisch) stipulatio alteri.
Pactum successoriumErfovereenkomst.
- pactum de succedendo: Contractuele erfstelling.
- pactum de non succedendo: Anticipatieve verzaking (of contractuele verzaking).
- pactum de hereditate tertii: Familiepact, familiaal pact, globale erfovereenkomst.

Per facta concludentiaStilzwijgend.
Per relationemBelgisch recht: van horen zeggen; m.b.t. een feit dat niet zelf door de getuige is waargenomen of ondervonden, maar wat deze heeft gehoord van een ander. Synoniem: (Nederlands) de auditu. Antoniem: ex propriis sensibus.
Prejudiciële vragenVraag van een rechter aan een hogere rechterlijke instantie over hoe hij het recht moet interpreteren. De rechter beschikt over die mogelijkheid ten aanzien van het Europese Hof van Justitie, het Benelux-Gerechtshof en het Grondwettelijk Hof (het vroegere Arbitragehof) (dit laatste enkel in België). Vergelijk: acte clair en acte éclairé.

## Q
Quid pro quoIets voor iets. Vergelijk: do ut des.

## R
verbod van Reformatio in peiuseen burger mag door het instellen van bezwaar of beroep er niet nog slechter voor komen te staan dan wanneer hij dat niet had ingesteld.
Rubrica (legis) est lex: de titel van de wet is zelf wet. Artikelen kunnen onverbindend zijn als zij uit de context van hun afdeling worden gelezen. Zo is kortsluiting in het bestuursprocesrecht alleen van toepassing op voorlopige voorzieningen en niet daar buiten.

## S
Semper certa est mater etiamsi vulgo conceperit; pater vero est, quem verae nuptiae demonstrantMoederschap is vanzelfsprekend, vaderschap moet worden aangetoond.
Species van het genusA is species van het genus B betekent dat de verzameling van alle A een deelverzameling is van de verzameling van alle B (A is een hyponiem van B, B is een hyperoniem van A); als A toch een apart juridisch begrip is, is dat omdat de wetgeving voor A niet geheel overeenkomt met die voor B (er zijn aanvullingen of uitzonderingen).
Stipulatio alteriBelgisch recht: Derdenbeding, drie-partijen-overeenkomst. Synoniem: (Nederlands) pactum in favorem tertii.
Substance over formBeginsel waarin een rechter of de overheid de werkelijke situatie mag laten prevaleren boven de formele juridische situatie, wanneer deze laatste te gekunsteld en onrealitisch is (bijvoorbeeld een brievenbusfirma).

## T
TerbeschikkingstellingStrafrecht: Een maatregel opgelegd door de rechter voor verplichte opname na het plegen van een strafbaar feit waarbij bij de dader een psychische stoornis aanwezig was, waardoor de dader ontoerekeningsvatbaar is verklaard. (Zie: Terbeschikkingstelling (strafrecht))
 Fiscaal recht: Wanneer een vermogensbestanddeel ter beschikking is gesteld, meestal aan een verbonden persoon waarover belasting moet worden betaald. (Zie: Terbeschikkingstellingsregeling).
Testimonium de audituStrafrecht: Getuigenis van horen zeggen.

## U
Una via (afkorting van Electa una via non datur recursus ad alteram)Ongeschreven regel volgens dewelke een persoon die door een misdrijf benadeeld werd moest kiezen tussen de strafrechtbank en de burgerlijke rechtbank, waarna hij zijn keuze niet meer mocht veranderen.
- Voorbeeld: de belastingdienst kan in sommige gevallen kiezen een belastingplichtige bestuursrechtelijk of strafrechtelijk te vervolgen. De belastingdienst zal in dat geval een van de twee moeten kiezen en mag bovendien niet meer op die keuze terugkomen.

Ook: Het Una via-principe is ook van toepassing bij het hoger beroep: tegen een verstekvonnis kan men zowel verzet als hoger beroep instellen. De ene keuze sluit de andere keuze echter uit.

## V
verdachteEen natuurlijk persoon tegen wie uit feiten of omstandigheden een redelijk vermoeden van schuld aan een strafbaar feit voortvloeit, of een persoon waartegen een vervolging is gericht.
VerdragOvereenkomst tussen staten. Synoniemen: conventie, pact.
Verdrag van RomeElk verdrag dat in Rome is gesloten. Er zijn twee zeer bekende verdragen van Rome: het Verdrag getekend in 1950 om fundamentele rechten en vrijheden vast te leggen. Wordt vaak afgekort tot EVRM (Europees Verdrag voor de Rechten van de Mens). Het andere bekende Verdrag van Rome is dat ter oprichting van de Europese Economische Gemeenschap (EEG), de feitelijke voorloper van de huidige Europese Unie; dit verdrag werd op 25 maart 1957 ondertekend door de Benelux-landen, Duitsland, Frankrijk en Italië.
VermogenHet geheel van goederen en schulden van een rechtssubject.
Verticale werkingWanneer regels gelden tussen de staat en de burger.
Verticale directe werkingWanneer een burger zich mag beroepen op regels teneinde een geschil met de staat te beslechten. Niet alle regels hebben verticale directe werking, de burger mag zich dus niet altijd beroepen op rechtsregels.
Vis absolutaAbsolute overmacht in strafrechtelijke zin.
Vis compulsivaRelatieve overmacht in strafrechtelijke zin (psychische overmacht en overmacht-noodtoestand).